# بازده مکانیکی
بازده مکانیکی اثربخشی یک ماشین را در انتقال انرژی اندازه‌گیری می‌کند که به صورت نسبت توان خروجی به توان ورودی به وسیله است. بازده اندازه‌گیری شده عبارت است از نسبت عملکرد اندازه‌گیری شده به عملکرد ایدئال ماشین.
{\displaystyle {\text{Efficiency}}={\frac {\text{Measured performance}}{\text{Ideal performance}}}}
رابطه بازده مکانیکی با مزیت مکانیکی:
{\displaystyle {\text{Efficiency}}={\frac {\text{Mechanical Advantage×100}}{\text{Velocity Ratio}}}}